# 沃戈爾諾湖
46°12′N 8°51′E / 46.200°N 8.850°E

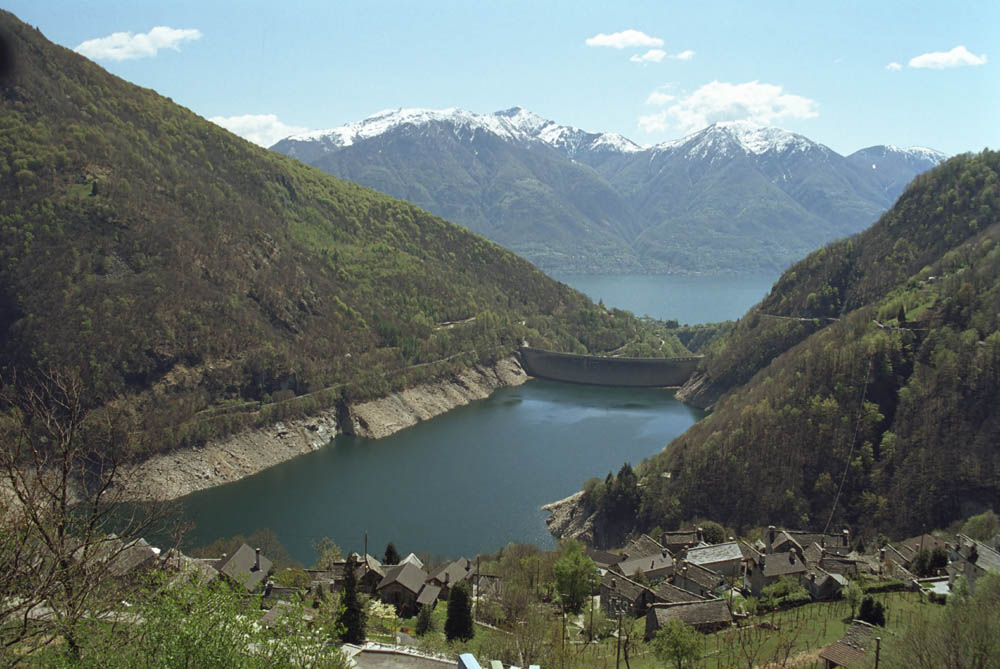

沃戈爾諾湖是瑞士的湖泊，位於該國南部提契諾州，面積1.68平方公里，集水區面積233平方公里，海拔高度470米，最大水深204米，蓄水量1.05億立方米。